# Andrew Taylor (Radsportler)
Andrew Taylor (* 24. Juli 1985 in Dubbo) ist ein ehemaliger australischer Bahnradsportler, der auf Kurzzeitdisziplinen spezialisiert war.

## Sportliche Laufbahn
Als Juniorenfahrer wurde Andrew Taylor 2003 jeweils Dritter bei nationalen Bahnmeisterschaften in Scratch und Sprint. In den folgenden Jahren belegte er bei australischen Meisterschaften regelmäßig Podiumsplätze in Teamsprint und Keirin. 2011 errang er gemeinsam mit Alex Bird und James Glasspool bei den Ozeanischen Radsportmeisterschaften die Bronzemedaille im Teamsprint.
2013 wurde Taylor zweifacher australischer Meister, in Keirin und gemeinsam mit Jamie Green und Mitchell Bullen im Teamsprint. Bei den Bahn-Weltmeisterschaften im selben Jahr belegte er Rang vier im Keirin. 2014 gewann er die Silbermedaille im Keirin der ozeanischen Meisterschaften und wurde wiederum zweifacher australischer Meister, im Sprint und im Teamsprint mit Jamie Green.

## Diverses
2014 wurde Andrew Taylor in seinem Heimatort Dubbo zur „Sportsperson of the year“ gewählt.

## Erfolge
2011
- Ozeanienmeisterschaft – Teamsprint (mit Alex Bird und James Glasspool)

2013
- Australischer Meister – Sprint, Teamsprint (mit Mitchell Bullen und Jamie Green)

2014
- Ozeanienmeisterschaft – Keirin
- Australischer Meister – Sprint, Teamsprint (mit Mitchell Bullen und Jamie Green)